# Wäis Kiani
Wäis Kiani ist eine deutsche Schriftstellerin und Kolumnistin.

## Leben
Wäis Kiani wurde in der Nähe von Frankfurt am Main geboren und wuchs in Deutschland und auch einige Jahre zur Zeit des Schah in Teheran auf. Sie lebt und arbeitet in Zürich und München. 
Wäis Kiani schreibt regelmäßig Kolumnen und Texte zu Mode, Kultur und Lebensart in verschiedenen Publikationen in Deutschland und der Schweiz. Unter anderem für die Süddeutsche Zeitung, die NZZ am Sonntag, dias Frankfurter Allgemeine Sonntagszeitung Magazin und in Frauenmagazinen wie Annabelle und InStyle. 2004 erschien ihr Bestseller Stirb, Susi!, eine Abrechnung mit „dem Mann, der die Frau in sich entdeckt hat und nun kultiviert“ (Klappentext). Ihr autofiktionaler Roman Hinter dem Mond (2012) wurde als kritischer Gesellschaftsroman eines im Westen sozialisierten Mädchens vor dem Hintergrund der Regierung Reza Schahs und der feudalistischen iranischen Oberschicht aufgenommen. 2015 erschien mit als Die Susi-Krise das Folgebuch von Stirb Susi zur Midlife-Krise bei Männern und Frauen und die dadurch entstehenden Probleme mit dem jeweils anderen Geschlecht.

## Werke (Auswahl)
- Die Susi-Krise. Warum Frauen keine Männer mehr brauchen und sich jetzt langweilen, Sachbuch, Piper 2015
- Hinter dem Mond, Roman, Hoffmann und Campe 2012
- Nichts anzuziehen!, Kolumnensammlung, Goldmann Verlag 2009
- Stirb, Susi!, Sachbuch, Goldmann Verlag 2005